# 花 (中孝介の曲)
『花』（はな）は、日本の歌手、中孝介の通算3枚目のシングル。2007年4月11日発売。

## 解説
アジア版ファーストアルバム『触動心弦』に続く2007年第1弾シングル。タイトル曲は森山直太朗・御徒町凧コンビの書き下ろしによる。カップリングには「触動心弦」の収録曲でワン・リーホンのカバー曲「心の陽」を日本初収録。
2008年には、森山直太朗が自身の5枚目のアルバム『諸君!!』でセルフカバー。僕らの音楽、春うた2008など音楽番組ではデュエット共演が実現している。
薩摩酒造の芋焼酎「さつま白波」のCM曲として使用されている。
11月に行われた初ワンマンライブで初披露し、優しく強いメロディーと聴く人の明日へと繋がる深い歌詞、そして中孝介の独特の歌声と絡み合うこの楽曲は、最も支持を集めているという。

## 収録曲
| 1 | 花              | 作詞：御徒町凧 作曲：森山直太朗 編曲：河野伸 薩摩酒造「さつま白波」CMソング         | 4:44 |
| 2 | My Life         | 作詞：沢村直子 作曲：NEMO, KEI 編曲：大川茂伸                                       | 5:08 |
| 3 | 心の陽          | 作詞：沢村直子 作曲：ワン・リーホン 編曲：Solaya 台湾の歌手・ワン・リーホンのカバー | 3:55 |
| 4 | 花 (piano ver.) | 作詞：御徒町凧 作曲：森山直太朗 編曲：河野伸                                        | 4:46 |

## セルフカバー
- 森山直太朗 -『諸君!!』5曲目収録（2008年3月5日）
- 中孝介『ベストカバーズ〜もっと日本。〜』に収録

## カバー
- 岩崎宏美 - 『Dear Friends V』収録（2010年10月20日）
- 依田芳乃（高田憂希） - 『THE IDOLM@STER CINDERELLA MASTER Passion jewelries! 004』収録（2025年1月22日）

## その他
- 花 (厳島神社Live Version) - 5枚目のシングル『春』4曲目に収録（2008年4月9日）
- 逢川まさき10枚目のシングル『満ちる月』3曲目に収録（2019年9月11日）